# Kristijan Potočki
Kristijan Potočki (Zagreb, 22. prosinca 1977.) je hrvatski kazališni, televizijski i filmski glumac.

## Filmografija

### Televizijske uloge
- "Kad susjedi polude" kao policajac (2018.)
- "Najbolje godine" kao Miki (2010.)
- "Dolina sunca" kao Srećko (2009.)
- "Bitange i princeze" kao navijač #2 (2008.)
- "Ponos Ratkajevih" kao Alojz (2007. – 2008.)
- "Bibin svijet" kao motorist Dado (2007.)
- "Cimmer fraj" kao profesor Plemeniti (2007.)
- "Villa Maria" kao Žarko (2004.)

### Voditeljske uloge
- "Survivor: Odisejev Otok" (2005.)
- "Briljanteen" (2005.)

### Filmske uloge
- "Šegrt Hlapić" kao pijanac kontrabasist (2013.)
- "Duh babe Ilonke" kao mlađi policajac (2011.)
- "Duga mračna noć" (2004.)
- "Seks, piće i krvoproliće" kao Bad Blue Boy (2004.)
- "Ratnik snova" (2003.)
- "Ispod crte" kao policajac #2 (2003.)
- "Holding" kao promrzli student #1 (2001.)
- "Ne zaboravi me" kao Frenter (1996.)

### Sinkronizacija
- "Roboti" kao Ratko Končar (2005.)

## Vanjske poveznice
- Kristijan Potočki u internetskoj bazi filmova IMDb-u (engl.)
- Stranica na HNK.hr  Arhivirana inačica izvorne stranice od 28. prosinca 2009. (Wayback Machine)